# Douglas Maicon Sisenando
Maicon Douglas Sisenando (Nõvo Hamburgo, 26. srpnja 1981.), poznatiji kao Maicon, bivši je brazilski nogometaš.

## Klupska karijera
Talentirani desni branič, Maicon je svoj nogometni debi ostvario 2001. godine u klubu Cruzeiro. Nakon dvije vrlo uspješne sezone u Brazilu koje su uključivale osvajanje nacionalnog prvenstva i poziv u brazilsku nogometnu reprezentaciju 2003. godine, u lipnju 2004. godine potpisao je prelazak u francuski klub Monaco gdje je skupio 59 nastupa i zabio 5 golova. 

### Internazionale
U srpnju 2006. godine, talijanski klub Inter Milan službeno je objavio potpisivanje petogodišnjeg ugovora kojim se Maicon pridružio klubu zajedno s brazilskim kolegom Maxwellom i francuskim veznjakom Olivierom Dacourtom. Tijekom vremena provedenog u talijanskom klubu Maicon se etablirao kao pouzdan desni branič s mogućnošću prodora po desnom krilu i nabacivanja sa strane ili čak samostalnog zabijanja golova sa svojom snažnom desnom nogom. Svojom igrom nametnuo se kao prvi izbor za poziciju desnog braniča, čak i ispred kapetana Javiera Zanettija. Maicon se smatra jednim od najboljih desnih braniča na svijetu, a i u reprezentaciji Brazila uvijek je prvi izbor za prvu momčad, ispred Barceloninog braniča Daniela Alvesa. 
Tijekom utakmice Lige prvaka 6. ožujka 2007. godine, Maicon se posvađao s braničem Valencije Davidom Navarrom. Iako je prvotno kažnjen sa šest utakmica neigranja, kasnije se kazna smanjila na samo tri. Portugalski trener Jose Mourinho nije prestajao hvaliti Maicona za vrijeme sezone 2008-09, smatravši ga jednim od najzaslužnijih što je Inter uspio osvojiti svoju četvrtu titulu pobjednika talijanske lige za redom. Maicon je s dobrim igrama nastavio i u sezoni 2009-10 koju je započeo pogotkom u gradskom derbiju protiv Milana, a koja je završila rezultatom 4-0 u korist Intera. Tijekom sezone na terenu je odlično surađivao s kolegom napadačem Diegom Militom, asistirajući mu za pogotke u utakmicama protiv Napolija i Palerma. Tijekom talijanskog derbija (popularni Derby d'Italia) kojom su prozvane utakmice Juventusa i Intera zabio je jedan od najljepših pogodaka sezone. Kasnije tog istog mjeseca, Maicon je zabio i svoj prvi gol u prošlosezonskoj Ligi prvaka u utakmici protiv Barcelone koja je završila rezultatom 3-1 u korist Intera. Tijekom utakmice, nakon slučajnog sudara, navodno je izbio zub Lionelu Messiju. Zbog svoje konzistentnosti u igri, Maicon se smatra jednim od najzaslužnijih igrača što je Inter sezonu završio stopostotnim uspjehom, osvojivši talijansku ligu, talijanski kup (pobjedom protiv Rome) i Ligu prvaka (pobjedom protiv Bayerna). 
Nakon što je trener Jose Mourinho s milanskim klubom osvojio sve što je mogao, krajem sezone 2009./10. odlučio je otići u Španjolsku, točnije Madrid, gdje će s najtrofejnijim nogometnim klubom u povijesti ponovno pokušati doseći vrh Europe. Nedugo nakon svog odlaska otvoreno je priznao da je Maicon jedini igrač koji ga zanima iz njegovog sada već bivšeg kluba. Iako Maicon nije skrivao želju da ode iz Milana put Madrida, dogovori su propali, jer se klubovi nisu mogli dogovoriti oko financijske odštete te je Maicon ostao u Interu.

## Vanjske poveznice
- Profil, Transfermarkt
- Profil, Soccerway